# Thièvres (Somme)
Thièvres è un comune francese di 62 abitanti situato nel dipartimento della Somme nella regione dell'Alta Francia.
Il suo territorio comunale è bagnato dalle acque del fiume Authie.

## Storia
Thièvres sarebbe stata una stazione (mansio o mutatio) del cursus publicus, nota sotto il nome di Teucera, sulla via romana che collegava Samarobriva (Amiens) a Nemetacum (Arras) nel luogo ove questa via attraversava l'Authie.
Armi galliche e undici sarcofagi sono stati ritrovati sul territorio del comune.

## Società

### Evoluzione demografica
Abitanti censiti